# 골판지전기
골판지전기 혹은 골판지 전사 일본어로는 단볼센키(일본어: ダンボール戦機)는 주식회사 레벨 파이브에서 플레이 스테이션 포터블용 소프트로 발매된 닌텐도 3DS 게임으로, 이를 원작으로 한 애니메이션, 프라모델, 만화, 카드 게임 등의 미디어 믹스 작품들을 일컫는다.
대한민국에서는 2011년에 ㈜대교영상사업본부가 TV 도쿄와 애니메이션 방영권과 상품화권에 대한 단독 계약을 체결하였다. 이후 ㈜대교영상사업본부는 TV 애니메이션을 수입하여 2011년 9월 19일 카툰네트워크와 재능TV와 대교어린이TV에서 한국어 더빙으로 방영하였다.
㈜대교영상사업본부는 2012년 후속편인 골판지전기 W(더블)(일본어: ダンボール戦機W)을 추가로 수입해 2012년 9월 18일 투니버스에서 한국어 더빙으로 방영하였다.
㈜대교영상사업본부는 2013년 마지막 후속편인 골판지전기 WARS(워즈)(일본어: ダンボール戦機WARS)을 추가로 수입해 2013년 11월 13일 카툰네트워크에서 한국어 더빙으로 방송을 시작하였다.
2021년 1월 7일부터 스핀오프 작품인 장갑 소녀 전기(일본어: 装甲娘戦機)가 일본의 도쿄 MX와 대한민국의 애니플러스에서 방영하였다.

## 개요
2008년 레벨 파이브의 신작 발표회인 "LEVEL-5 VISION 2008"에서 발표되었다. 원래 2009년 발매 예정이었으나 2010년, 2011년 3월, 2011년 5월, 계속해서 발매 연기를 반복하다가 본래의 발매 예정 날짜였던 2009년에 비하여 2년이나 늦은 2011년 6월 16일에야 발매되었다. PSP 게임 버전은 비매품 프라모델이 포함되었다. 2011년 3월부터 원작인 게임판에 선행하는 형태로 애니메이션, 프라모델, 만화, 카드 게임의 미디어 믹스 전개가 이루어지고 있다. 처음에는 게임 버전도 3월 17일 발매 예정이었지만 발매가 연기되어 다른 매체가 선행하는 형태가 되었다. 게임 시스템은 전투에 액션 요소를 부가한 RPG이다. 배틀에서는 일반적인 로봇 액션 게임처럼 자신의 기체를 실시간으로 조작 해 상대와 싸워 간다. 한편, 기체나 부품이 경험치를 쌓아 레벨 업, 배틀 중에 아이템을 사용할 수 있는 등 RPG로서의 측면도 강하다. 또한 스토리의 요소에서 셀 애니메이션 동영상이 삽입되는 등 같은 회사의 작품 《이나즈마 일레븐》과 공통되는 부분도 있다.

## 스토리
2046년, 강화골판지의 발명으로 골판지 상자 안에서 안전하게 소형로봇 LBX 배틀을 할 수 있게 됐다. 그리고 2050년 LBX를 악용해 세계를 정복하려는 악의 조직 이노베이터에 맞서는 주인공, 최반과 친구들이
펼치는 이야기이다.

## 등장인물
최반, 이건혁, 아미, 김진, 원유안, 이하늘, 황란, 제시카, 고아성이 있다.

## 애니메이션
도쿄 계열(TXN)에서 "골판지전기"라는 이름으로 2011년 3월 2일부터 2012년 1월 11일까지 총 44화로 방영되었다. 또한 일주일 뒤인 동년 1월 18일부터 2013년 3월 20일은 "골판지전기 W(더블)", 동년 4월 3일부터 12월 25일은 "골판지전기 WARS(워즈)"라는 이름으로 방영되고 있다. 그리고 대한민국에서는 2011년 9월 카툰네트워크 등에서 더빙되어 방영했었다.

## 극장판
2012년 12월 1일 개봉하였으며, 또한 골판지전기 시리즈 최초의 애니메이션 영화이다. 같은 회사의 작품이며 애니메이션으로도 이어지고있는 《이나즈마 일레븐 GO》와의 본격적인 크로스 오버 작품이 된다.

## 만화
2011년 2월부터 월간 코로코로 코믹에서 매달마다 연재되고 있다.

## 프라모델
반다이에서 제작되고 있으며, 2011년 11월말에는 누계 250만개를 넘는 매출을 보였다. 이것은 '건담 프라모델' 이외에 대히트한 시리즈이다.